# Jean-Paul Gignac
Jean-Paul Gignac (Shawinigan, 7 février 1922 - 2009) est un ingénieur et homme d'affaires québécois. 
Il a obtenu un baccalauréat ès arts du Collège Jean-de-Brébeuf et un baccalauréat en sciences appliquées de l'École polytechnique de Montréal en 1947. Après ses études, Gignac reprend l'affaire familiale, une florissante usine de fabrication de bois de placage dans la région de Shawinigan.
En 1961, le ministre des Richesses naturelles du Québec, René Lévesque  convainc Gignac et le notaire Georges Gauvreau d'accepter une nomination à titre de commissaires à la Commission hydroélectrique de Québec. Pendant ses huit années au conseil de la société d'État québécoise, il a notamment participé à la nationalisation et à l'intégration des 11 compagnies d'électricité privées en 1963 et à la francisation des activités de l'entreprise. 
Dans l’effervescente Hydro-Québec du milieu des années 1960, l'association avec Gignac a fait progresser plusieurs carrières au sein de la société d'État. En 1963, il engage André Bolduc, un finissant en science économique de l'Université Laval. En 1965, Gignac est à l'origine de l'embauche d'un autre mauricien, Marcel Couture, à titre de patron des Affaires publiques de la Société d'État. Selon Jean Louis Fleury, auteur de deux ouvrages sur l'histoire du transport et de la distribution de l'électricité au Québec, le commissaire s'était entiché à l'époque du persuasif relationniste et avait fait la promotion de sa candidature auprès des autres commissaires.  
Il a également été impliqué au cours des négociations entourant la construction de la centrale de Churchill Falls, au Labrador et a siégé au conseil d'administration de la Brinco. En 1966, il offre sa démission à titre de commissaire d'Hydro-Québec. Toutefois, le nouveau premier ministre, Daniel Johnson, refuse cette proposition de Gignac. Pendant trois ans, Gignac — à qui on avait entre-temps confié les destinés de l'entreprise sidérurgique publique Sidbec  —, devra occuper simultanément ces deux hautes fonctions dans les entreprises de l'État québécois.
En 1968, il obtient du gouvernement de l'Union nationale qu'il nationalise la Dominion Steel and Coal. Dosco sera fusionnée à Sidbec  — devenant Sidbec-Dosco  —, dont il sera le  président-directeur général jusqu'en 1979. 
Il a aussi été membre de plusieurs conseils d'administration, dont ceux de l'Université de Montréal, du Conseil national de recherches Canada, de Power Corporation, de Pratt and Whitney, etc.

## Distinctions
- 1947 - Mérite d'or de l'Université de Montréal
- 1968 - Doctorat honoris causa ès sciences appliquées de l'Université de Sherbrooke
- 1969 - Man of the Year de l'Université York
- 1970 - Prix Urgel-Archambault
- 1973 - Doctorat honoris causa ès sciences appliquées de l'Université de Montréal
- 1976 - Officier de l'Ordre du Canada
- 1978 - Prix Mérite de l'Association des diplômés de l'École polytechnique de Montréal
- 1999 - Grand Shawiniganais[5]